# Клем, Митч
Митч Эндрю Клем (англ. Mitch Andrew Clem; 15 сентября 1982 Миннеаполис штат Миннесота) — американский автор комиксов, получивший широкую известность благодаря своим веб-комиксам Nothing Nice to Say, San Antonio Rock City и My Stupid Life.

## Биография

### Детство и юношество
Клем родился 15 сентября 1982 года в Миннеаполисе, штат Миннесота. Его семья много раз переезжала в рамках штата, Митч жил в городах Кун-Рапидс, Бруклин-Парк, Андовер, Мелроз, Дулут и Сент-Клауд. Сам он потом отмечал, что в результате это вылилось в его «дикую неспособность сидеть спокойно на одном месте больше шести месяцев».
Клем заинтерсовался комиксами в детстве, читая комикс-стрипы в газетах. По его воспоминаниям, на него в те дни оказали большое влияние комиксы Кельвин и Хоббс и The Far Side, а также Looney Toons.
К моменту окончания начальной школы он заинтересовался сериями комиксов о супергероях Бэтмене и Флэше. В старших классах его интерес к комиксам завел его в область, которую он сам назвал «действительно странными инди-книжками»: The Tick, Johnny the Homicidal Maniac, The Sandman, Milk & Cheese, работы Брайана Майкла Бендиса. Клем не интересовался супергероями, пока не прочитал Watchmen, Batman: The Dark Knight Returns и Daredevil: Guardian Devil.

Теперь я читаю Зелёную стрелу, Человека-паука, Флэша, Карателя, Людей-Икс и многое другое, из-за чего спать с женщинами невероятно сложно.
Оригинальный текст (англ.)Now I'm reading Green Arrow, Spider-Man, the Flash, the Punisher, X-Men, and enough others to make sleeping with women incredibly difficult.

### Настоящее время
Летом 2005 года Клем переехал из Миннеаполиса в Сан-Антонио, где съехался со своей возлюбленной по имени Виктория. Работает как художник комиксов и иллюстратор-фрилансер.

## Работы

### Summer’s Over
Карьера Митча Клема в мире комиксов началась в рамках его собственного зина Summer’s Over, который он выпускал в 90-х. Всего вышло 10 выпусков. Последний номер был выпущен в 2001, как раз когда Митч переключился на веб-комиксы в связи с запуском Nothing Nice to Say.

### Nothing Nice to Say
25 февраля 2002 года Клем впервые опубликовал комикс-стрип, который знакомит нас с серией с панками Блэйком и Флэтчером, одними из главных героев серии Nothing Nice to Say.
В жизни комикса было множество отпусков (самый продолжительный длился с 14 августа 2004 до 31 января 2005) и ряд изменений в стиле отрисовки (возможно, самым серьёзным изменением стал переход от полноцветной отрисовки к чёрно-белой. Это решение Клем принял отчасти из-за того, что обнаружил у себя признаки частичной цветовой слепоты, что, тем не менее, не мешает комиксу оставаться самым долго существующим интернет-комиксом. Новые выпуски комикса выходят на нерегулярной основе.
Dark Horse Comics опубликовали антологию комикса Nothing Nice To Say «Volume 2» в октябре 2008 года.

### Barrett’s Lament
Пока Клем жил в Миннесоте, он вместе со своим другом Мэттом Линдом работал над веб-комиксом о супер-герое, который назывался Barrett’s Lament. Серия выпускалась в промежуток с февраля по май в 2004 году, выдержала 19 выпусков, но закончилась, так и не раскрыв суть первого акта «Lo, There Shall Come a Robot.» На сайте Линд объяснил, что причина в том, что Митч перестал участвовать в создании комикса после того, как переехал в Техас.

### The Coffee Achievers
В процессе работы над Nothing Nice Клем также скооперировался со своим товарищем Джо Данном, автором комикса Joe Loves Crappy Movies Архивная копия от 10 июля 2011 на Wayback Machine. Вместе они работали над серией The Coffee Achievers, которая в итоге составила 9 глав. Achievers выпускались с 1 февраля 2005 до 10 февраля 2006.

### Joe and Monkey
Во время отпуска Nothing Nice в 2005 Клем участвовал в создании веб-комикса Joe and Monkey, созданного Заком Миллером 7 ноября 2004 года. Позже он был гостевым автором этого комикса целый месяц в январе 2005, ссылаясь на то, что проиграл пари Миллеру. Этот месяц Joe and Monkey привел Митча к тому, что он прекратил длительный отпуск Nothing Nice to Say и вернул этот веб-комикс к жизни. Клем ещё дважды выступал в роли гостевого автора Joe and Monkey: один раз самостоятельно и второй раз совместно с автором веб-комикса Penny Arcade Джерри Холкинсом.

### San Antonio Rock City
22 января 2006 Клем запустил свою первую автобиографическую серию комиксов San Antonio Rock City, которая была посвящена жизни самого Митча и его девушки Виктории после их переезда в Сан-Антонио, Техас из Миннесоты. Стрипы обычно выпускались в формате четырёх панелей, расположенных в два ряда. Первый кадр обычно содержал изображение Митча и Виктории, пародирующих Американскую готику. Время от времени комикс выходил в виде 6-панельного стрипа. San Antonio Rock City был его главным проектом до того момента, как произошел разрыв с Викторией. Полная серия будет выпущена в печатной версии в рамках издания My Stupid Life, Vol. 1 издательством New Reliable Press.

### Kittens!
Клем начал новый комикс под названием Kittens! The Comic 6 сентября 2006 года. В комиксах не было диалогов, а главным героем выступал маленький котенок, интересующийся внешним миром и постоянно с чем-то играющий. Комикс выходил в течение 6 недель, каждую среду, до тех пор, пока Клем не предупредил в своем блоге, что он сделает паузу в создании комикса Kittens, а через неделю вернется с «сюрпризом, который удивит всех». Тем не менее, с этого момента в серии не было никаких сюрпризов, также, как, впрочем, и новых выпусков.

### My Stupid Life
16 января 2008 Клем начинает новую серию, озаглавленную My Stupid Life. Как ясно из названия, серия вновь автобиографична, стилем напоминает San Antonio Rock City. Иногда героем комикса выступает его невеста Аманда (Nation of Amanda Архивная копия от 27 декабря 2009 на Wayback Machine). Аманда иногда раскрашивает комиксы акварельными красками.
15 апреля 2009 года Клем анонсировал в своем ЖЖ, что осенью 2009 года издательством New Reliable Press будет выпущена новая книга My Stupid Life: Volume One. Книга соединила в себе созданные на тот момент выпуски серии My Stupid Life и полную серию San Antonio Rock City.

### Другие работы
Клем регулярно рисует флаеры для концертов и обложки альбомов панк-рок групп. Он также создавал обложки альбомов для таких групп, как: The Ergs!, Andrew WK, The Steinways, Shang-A-Lang, Bomb the Music Industry!, Something Fierce, и других. Также он оформлял каждую запись, выпущенную в серии  Vinyl Collective’s Under the Influence, таких, к примеру, как Lemuria, Off With Their Heads, Drag the River, Fake Problems, These Arms Are Snakes, и других.
Его работы постоянно появляются на страницах журналов Razorcake и Kansas City Pitch. Также он ведет ежемесячную колонку о панк-музыке под названием Punk Matters в журнале San Antonio Current.
25 июня 2007 блог Клема Rain of Bastards Архивная копия от 19 апреля 2013 на Wayback Machine был отмечен редакторами PC World в числе прочих блогов в рамках статьи "100 Blogs We Love, " Архивировано 13 августа 2012 года. (англ. «100 блогов, которые мы любим») в разделе «Arts and Culture» Архивная копия от 21 февраля 2008 на Wayback Machine (англ. «Искусство и Культура».

## Печатные издания
- Nothing Nice to Say (2008, Dark Horse Comics)
- My Stupid Life, Vol. 1 (2009, New Reliable Press)

### Участие в сборниках
- You Ain’t No Dancer, Vol. 2 (2006, New Reliable Press)
- You Ain’t No Dancer, Vol. 3 (2008, New Reliable Press)
- Side B: The Music Lover’s Comic Anthology (2009, Poseur Ink)

## Дополнительные ссылки
- MitchClem.com
- Mitch Clem’s Art Blog Архивная копия от 19 апреля 2013 на Wayback Machine
- Mitch Clem’s MySpace Архивная копия от 17 сентября 2012 на Wayback Machine
- Nothing Nice To Say
- My Stupid Life
- San Antonio Rock City
- Kittens! The Comic
- The Coffee Achievers